# John Baird (calciatore)
John David Baird (Rutherglen, 22 agosto 1985) è un calciatore scozzese, attaccante del Mandurah City.

## Caratteristiche tecniche
Prima punta, può giocare come trequartista o come ala destra.

## Carriera
Vanta 50 presenze in SPL, ha trascorso la maggior parte della carriera giocando tra la seconda e la quarta divisione scozzese.

### Club
Nel marzo 2007 il St. Mirren lo cede in prestito al Montrose, che decide di acquistarlo definitivamente nell'estate successiva. Nel gennaio 2009 il Montrose lo manda in prestito all'Airdrie United fino a maggio e quest'ultimo club opta per l'acquisto di Baird a fine stagione.
Trasferitosi nella stagione 2013-2014 al Raith Rovers (Scottish Championship) si rende decisivo segnando 7 reti in 15 sfide di campionato e realizzando al 117' il gol che consente al club di superare il Rangers nella finale di Challenge Cup (1-0).

## Palmarès

### Club

#### Competizioni nazionali
- Scottish Challenge Cup: 3

Raith Rovers: 2013-2014, 2019-2020
Inverness: 2017-2018
- Scottish League One: 1

Raith Rovers: 2019-2020

### Individuale
- Capocannoniere della Scottish Third Division: 1

2007-2008 (18 reti)